# Hahóthy Sándor
Felső-hahóti Hahóthy Sándor (Kunó, 1850. augusztus 20. – Budapest, 1930. október 1.) fővárosi polgári iskolai tanár, a polgári iskolai országos tanáregyesület elnöke, a főváros törvényhatósága által a légszeszfogyasztás vizsgálására kiküldött szaktanár.

## Életútja
Gimnáziumi tanulmányait Vácon, Kecskeméten és Kolozsvárt végezte. 1868-ban a kegyes tanító-rendbe lépett, ahol három évig mint gimnáziumi tanár működött és ezalatt a teológiát is elvégezte. 1872-ben a rendből kilépett, Budapesten az egyetemen a bölcseletet és párhuzamosan az egyetemi hadtudományi tanfolyamot elvégezvén, gimnáziumi tanári és honvéd-hadapródi (tiszti) oklevelet nyert. 1874-ben a budapesti belváros községi polgári leányiskolához tanárrá választatott meg.
Tanügyi és természettudományi cikkeket írt.

## Munkája
- Természettan és csillagászati földrajz. A polgári leányiskolák és a négyosztályú felsőbb leányiskolák számára. A szövegbe nyomott 155 ábrával. Bpest, 1882. (2. átdolg. kiadás. Bpest, 1888. 3. kiadás. Bpest, 1890. Az első kiadás: A természettan elmei c. jelent meg.)